# Пишгам (макак)

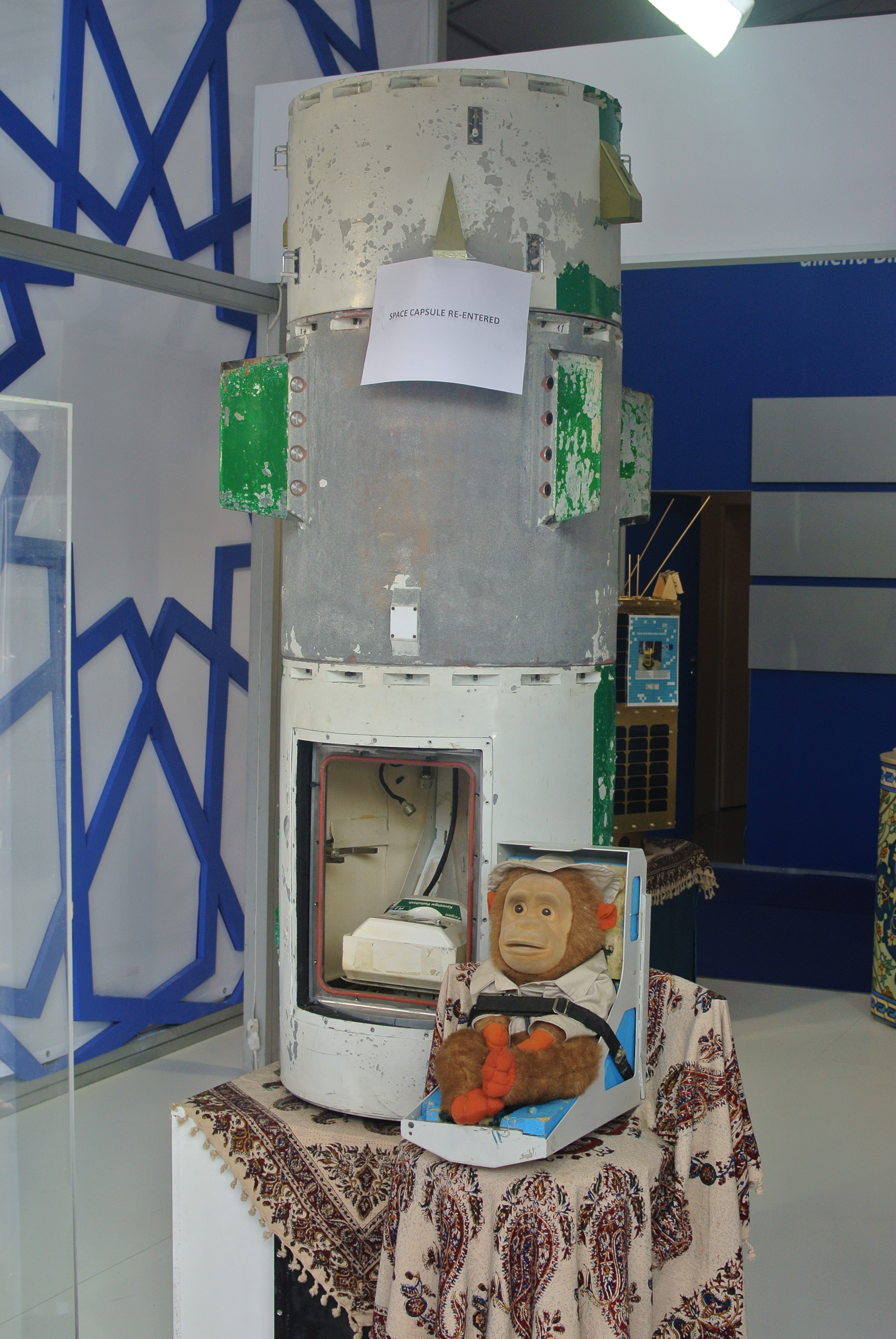
Капсула «Пишгам» с игрушечной обезьяной в кресле

Пишгам (перс. پیشگام‎), неофициально Афтаб (перс. آفتاب‎) — макак, совершивший полёт в космос, стал первым приматом, успешно выведенным в космос Ираном — 28 января 2013 года совершил суборбитальный полёт, достигнув высоты 120 км, и успешно вернулся на землю. 
До полёта неофициальную именовался Афтаб, что в переводе означает «солнечный свет», по возвращении был переименован в Пишгама, что в переводе означает «пионер». 
Так же называлась биокапсула, в которой макак совершил полёт — «Пишгам».
Пишгам стал второй (по другим данным — третьей) обезьяной, которую Иран пытался отправить в суборбитальный полёт, предыдущие, по всей видимости, погибли при неудачном запуске 7 сентября 2011 года и 8 сентября 2012 года. 
В 2009 году был осуществлён запуск капсулы с крысой и биологическими препаратами, затем в 2010 испытательный полёт подтвердил возможность вывода в космос капсулы «Пишгам», предназначенной для обезьяны. Запуск приматов, по словам Хамида Фазели, главы Иранского космического агентства, является шагом к космическому полёту человека, который Иран планирует осуществить к 2021 году. Состояние обезьяны после полёта источники не указывают, определяя лишь успешной миссию в целом.
Полёт осуществлён по программе суборбитальных исследовательских полетов «Кавошгяр». Капсулу «Пишгам» с обезьяной на борту вывела в космос одноступенчатая баллистическая ракета типа «Фатех-110» (по иранской классификации — Kavoshgar Class C). Полёт продолжался около 12 минут. Во время полёта обезьяна испытывала перегрузки до 12,79 единиц, а также состояние невесомости. Полная запись полёта была размещена на сайте . 
Позже различия во внешнем виде обезьяны во время полёта и макаки, представленной публике, стали основанием для слухов, что в реальности миссия прошла не вполне успешно. Руководитель Иранского института аэрокосмических исследований Мохаммад Эбрахими объяснил несоответствие перепутанными снимками: в прессу попали фотографии обезьяны-дублёра, поэтому она и выглядит непохожей на обезьяну на видеозаписи. По другим данным, обезьяна, называемая дублёром, в действительности макак, погибший в предыдущем полёте. Существует и третья версия, по которой Эбрахими назвал обезьяну с характерной отметиной над глазом наземным испытателем систем, получившей шрам над глазом на вибрационном стенде.
В мае 2013 года было объявлено, что вслед за Пишгамом в космос в течение года отправится ещё одна обезьяна, но вместо твердотопливной будет использована жидкостная ракета, обеспечивающая меньшие нагрузки на живой организм. Вторым иранским макаком, побывавшим в космическом пространстве, стал Фаргам.